# Оказ
Оказ (араб. عكاظ, Okaz) — щоденна газета арабською мовою, що знаходиться в Джидді, Саудівська Аравія. Газета була випущена в 1960 році, її друге видання - Saudi Gazette. Друкується одночасно як в Ер-Ріяді, так і в Джидді та має офіси по всій Саудівській Аравії. Проте щоденна газета здебільшого обслуговує регіони Хіджаз та Асір.